# مطلاکوه
مطلاکوه، روستایی از توابع بخش رانکوه شهرستان املش در استان گیلان ایران است.
محصولات‌ کشاورزی این روستا شامل فندوق، گردو، زعفران، گل گاوزبان، بنفشه و بابونه است.
در این روستا دامداری و پرورش زنبور عسل فعال است همچنین این روستا دارای یک قبرستان چند صد ساله است.
از نظر با ارزش بودن خاک این منطقه نزدیک به یک دهه است که معادن شن و ماسه در حوالی این روستا به افتتاح رسیده است و فرصت شغلی برای مردم این نواحی فراهم نموده است.

## جمعیت
این روستا در دهستان کجید قرار دارد و براساس سرشماری مرکز آمار ایران در سال ۱۳۸۵، جمعیت آن ۴۳ نفر (۱۴خانوار) بوده‌است.البته طبق جدید ترین سرشماری جمعیت روستا بالای ۶۰ نفر و همچنین ۲۳ خانوار بوده است.